# Blamont
Blamont település Franciaországban, Doubs megyében. Lakosainak száma 1236 fő (2022. január 1.). Blamont Roches-lès-Blamont, Pierrefontaine-lès-Blamont, Villars-lès-Blamont, Dannemarie és Glay községekkel határos.

## Népesség
A település népességének változása:
| Lakosok száma | 728  | 1021 | 1026 | 1131 | 1168 | 1224 | 1221 | 1210 | 1210 | 1236 |
|               | 1968 | 1982 | 1990 | 2006 | 2013 | 2015 | 2017 | 2019 | 2020 | 2022 |